# Parigny (Manche)
Pour les articles homonymes, voir Parigny.
Parigny est une ancienne commune française du département de la Manche et de la région Normandie, devenue le 1er janvier 2016 une commune déléguée au sein de la commune nouvelle de Grandparigny.
Elle est, peuplée de 1 792 habitants.

## Géographie
La commune est au sud-ouest du bocage mortainais. Son bourg est à 2,5 km au nord-est de Saint-Hilaire-du-Harcouët, à 13 km au sud-ouest de Mortain et à 25 km au sud-est d'Avranches.
| Martigny (comm. nouv. de Grandparigny)                                       | Martigny (comm. nouv. de Grandparigny)                                       | Chèvreville (comm. nouv. de Grandparigny) |
| Virey (comm. nouv. de Saint-Hilaire-du-Harcouët)                             | Parigny                                                                      | Milly (comm. nouv. de Grandparigny)       |
| Saint-Hilaire-du-Harcouët (c. d.) (comm. nouv. de Saint-Hilaire-du-Harcouët) | Saint-Hilaire-du-Harcouët (c. d.) (comm. nouv. de Saint-Hilaire-du-Harcouët) | Lapenty                                   |

## Toponymie
Le nom de la localité est attesté sous les formes Parrigneio en 1114, Parringnei en 1180, Parriniaco vers 1210, Parringné au XIIIe siècle et Parigney en 1488.
Le toponyme est issu d'un anthroponyme latin ou roman tel que Patrinius, ou Paternus.
Le gentilé est Parignais.

## Histoire
(novembre 2012).
Parigny est une commune ancienne, dont les traces remontent aux raids vikings en Normandie. Elle était probablement un village gallo-romain important situé au carrefour de cinq voies anciennes.
Selon une légende naquit au IXe siècle au lieu-dit de l'Orberye un clerc dans la famille d'Argence, fils de Pierre d'Argence (qui donna le nom du lieu-dit Pied d'Argent en référence à Pierre d'Argence), du nom de Berthevin. Martyr des Vikings et canonisé, sa dépouille fut, au terme d'un retour « miraculeux », traînée par une génisse, et rapportée en l'église de Parigny. La châsse de saint Berthevin ainsi que la corne de la génisse existent encore en l'église de Parigny.
Une fontaine dans le village, dite de Saint-Berthevin, était jusqu'au début du XXe siècle un lieu de pèlerinage : la source était censée guérir de diverses maladies.
Des membres de la famille de Saint-Germain furent seigneurs de Parigny dont Gilles de Saint-Germain tué en 1602 sur le perron de son château. Leur dernier descendant, Louis Philippe de Saint-Germain était vicaire de Saint-Hilaire-du-Harcouët. Jean-François-Toussaint de Lorgeril (1751-1825) seigneur de Parigny, à la Révolution il échappa à la guillotine en s'évadant.
Louis Hamel de Closdrieux, issu de la famille Hamel de Lorberye, elle-même descendant de la famille d'Argence, épousa une des sœurs de Bertrand Du Guesclin. Cette famille donna les principaux maires de Parigny au XIXe siècle.
Lors de la Révolution française la municipalité de Parigny fut opposée au mouvement des Chouans et mobilisa les habitants contre la chouannerie. Des combats importants eurent lieu sur le territoire de la commune, de nombreux Chouans furent inhumés dans les champs de Parigny.
Fin XIXe et début XXe siècle, les historiens H. Sauvage et V. Gastebois, originaire de Parigny, ont beaucoup écrit et publié sur Parigny. Ils ont créé la société d'histoire et d'archéologie du Mortainais.
Le 1er janvier 2016, Parigny intègre avec trois autres communes la commune de Grandparigny créée sous le régime juridique des communes nouvelles instauré par la loi no 2010-1563 du 16 décembre 2010 de réforme des collectivités territoriales. Les communes de Chèvreville, Martigny, Milly et Parigny deviennent des communes déléguées et Parigny est le chef-lieu de la commune nouvelle.

## Politique et administration
| Période                                  | Période       | Identité       | Étiquette | Qualité                                |
| ---------------------------------------- | ------------- | -------------- | --------- | -------------------------------------- |
| 1977                                     | 1982          | Victor Martin  |           |                                        |
| 1982                                     | 1989          | Paul Martin    |           |                                        |
| 1989                                     | 1995          | Lucien Lucas   |           |                                        |
| 1995                                     | mars 2004     | Roland Bernard |           |                                        |
| 2005                                     | mars 2008     | Lucien Lucas   |           |                                        |
| mars 2008                                | décembre 2015 | Gérard Loyer   | SE        | Directeur d'agence bancaire (retraité) |
| Les données manquantes sont à compléter. |               |                |           |                                        |

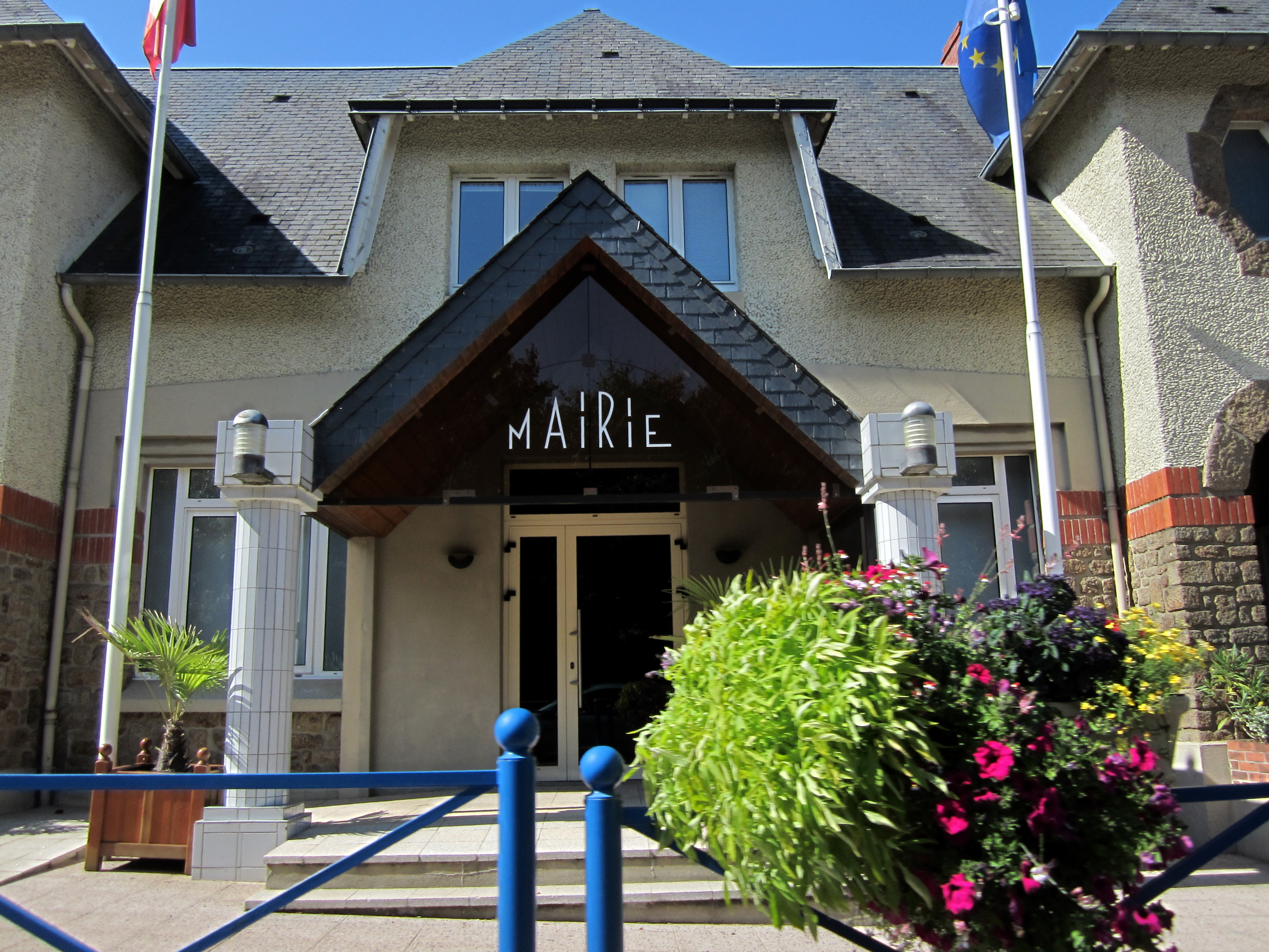
La mairie.

Le conseil municipal était composé de dix-neuf membres dont le maire et cinq adjoints. Ces conseillers intègrent au complet le conseil municipal de Grandparigny le 1er janvier 2016 jusqu'en 2020 et Gérard Loyer, maire délégué de Parigny, est élu maire de la commune nouvelle.

## Démographie
En 2021, la commune comptait 1 792 habitants. Depuis 2004, les enquêtes de recensement dans les communes de moins de 10 000 habitants ont lieu tous les cinq ans (en 2005, 2010, 2015, etc. pour Parigny) et les chiffres de population municipale légale des autres années sont des estimations.
| 1793  | 1800  | 1806  | 1821  | 1831  | 1836  | 1841  | 1846  | 1851  |
| ----- | ----- | ----- | ----- | ----- | ----- | ----- | ----- | ----- |
| 1 160 | 1 127 | 1 152 | 1 240 | 1 365 | 1 264 | 1 258 | 1 302 | 1 312 |

| 1856  | 1861  | 1866  | 1872  | 1876  | 1881  | 1886  | 1891  | 1896  |
| ----- | ----- | ----- | ----- | ----- | ----- | ----- | ----- | ----- |
| 1 268 | 1 241 | 1 208 | 1 162 | 1 088 | 1 090 | 1 267 | 1 167 | 1 192 |

| 1901  | 1906  | 1911  | 1921 | 1926  | 1931  | 1936  | 1946  | 1954  |
| ----- | ----- | ----- | ---- | ----- | ----- | ----- | ----- | ----- |
| 1 119 | 1 127 | 1 109 | 987  | 1 021 | 1 074 | 1 114 | 1 205 | 1 114 |

| 1962  | 1968  | 1975  | 1982  | 1990  | 1999  | 2005  | 2010  | 2015  |
| ----- | ----- | ----- | ----- | ----- | ----- | ----- | ----- | ----- |
| 1 130 | 1 147 | 1 281 | 1 387 | 1 594 | 1 705 | 1 732 | 1 832 | 1 876 |

| 2018  | - | - | - | - | - | - | - | - |
| ----- | - | - | - | - | - | - | - | - |
| 1 836 | - | - | - | - | - | - | - | - |

## Lieux et monuments
- Château de Parigny (XVe, XVIe, XVIIe – XIXe siècles) avec colombier, escalier avec rampe à balustres en bois et de remarquables poivrières, situé au centre du village. Il est inscrit au titre des monuments historiques depuis le 26 avril 1976[12]. Pendant la Révolution, il servit de repaire aux chouans[13]. En 1952, il fut acquît par la famille Fauchon de Villeplée[6].
- Église Notre-Dame (XIIIe, XVIIe – XIXe siècle) très rénovée au XVIIIe avec fenêtres XVIe du chœur. La tour et la façade arborent des motifs armoriés. L'édifice abrite un vitrail représentant saint Berthevin avec la châsse du saint et son gisant, un maître-autel et fonts baptismaux (XIXe), les tableaux de saint Nicolas et les enfants (XVIIe), et du Sacré-Cœur (XIXe), les statues de saint Laurent et Vierge à l'Enfant (XVIIIe), une verrière (XIXe)[6].

Autrefois, la paroisse avait deux curés, un relevait du roi et l'autre de l'abbaye de Savigny.
- Moulin du Domaine, près du château, attesté dès 1362[6].

## Personnalités liées à la commune
- Saint Berthevin (IXe siècle), diacre, serait né dans la paroisse selon une légende entretenue par un moine du Mont-Saint-Michel du XIIe siècle[6]. Martyrisé, son corps a été rapporté et inhumé à Parigny.
- Jean-François-Toussaint de Lorgeril (1751 - Parigny, 1825), seigneur de Parigny, amiral et homme politique.